# Salix viminalis
Il salice viminale (Salix viminalis L.) è una pianta appartenente alla famiglia delle Salicacee.

## Descrizione

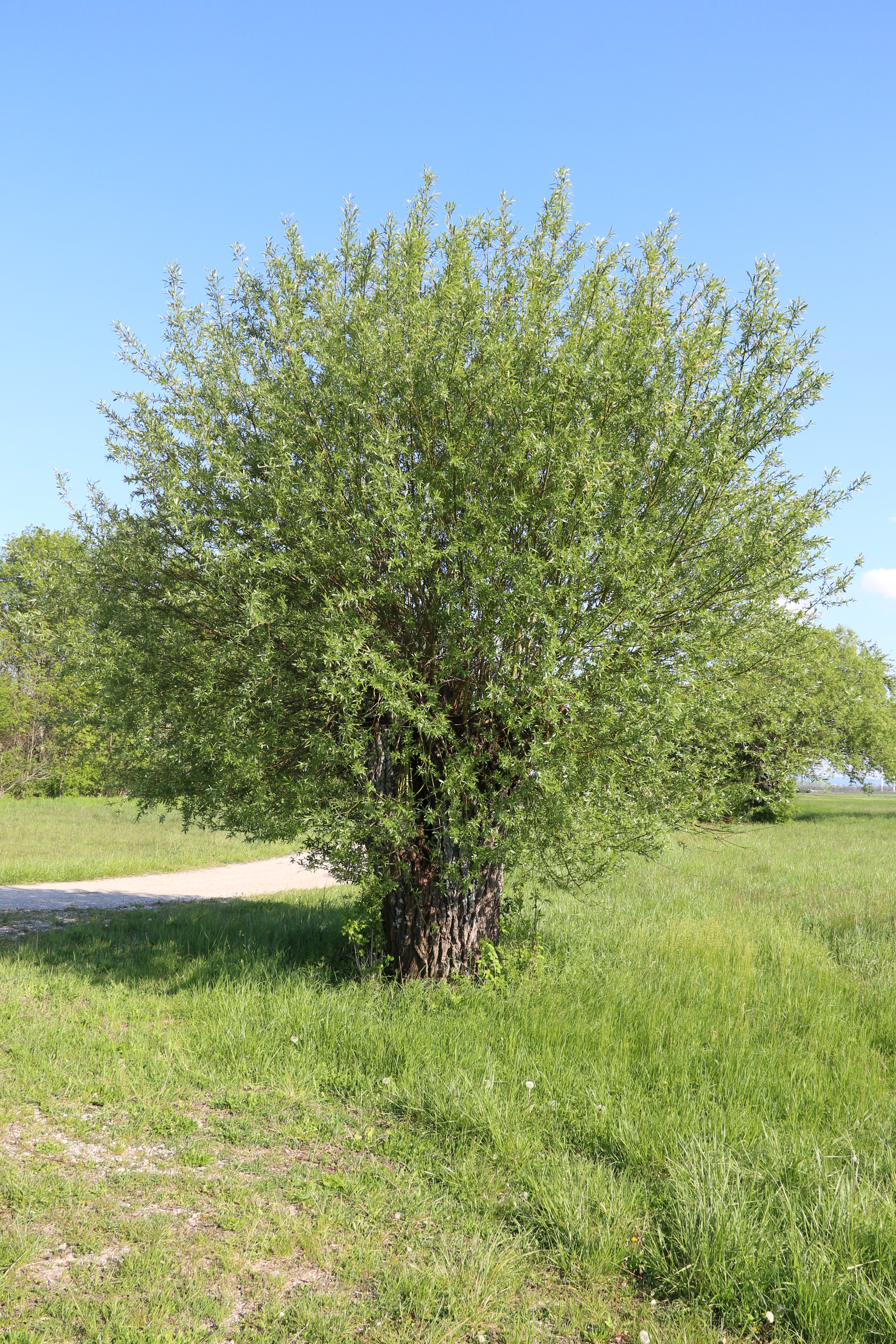
Albero di Salix Viminalis

Albero o arbusto alto fino a 3,5 metri, porta foglie lanceolate-lineari lungamente acuminate, verdi superiormente e argentato-sericeo inferiormente, fiori primaverili, con ovario tormentoso quasi sessile, con stilo di pari lunghezza, filamenti degli stami liberi e glabri.

## Distribuzione e habitat
L'esatto luogo di origine è incerto a causa della sua intensa e diffusa coltivazione, ma è certamente originario in una zona che va dall'Europa centrale all'Asia.
Come pianta naturalizzata è inselvatichito in molte zone d'Italia e coltivato nell'Italia centro-settentrionale, ma è anche diffuso in tutto il Regno Unito ed in Irlanda.
Si trova generalmente lungo corsi d'acqua o altri luoghi umidi. 

## Usi
Viene utilizzato per la produzione dei vimini idonei a realizzare panieri, stuoie e oggetti vari, conosciuto col nome volgare di "vetrice" o vimine.
S. viminalis è un noto iperaccumulatore di cadmio, cromo, piombo, mercurio, idrocarburi del petrolio, solventi organici, MTBE, TCE e sottoprodotti, selenio, argento, uranio e zinco, e ferrocianuro di potassio (provato su S. babylonica L.) e come tale è uno dei più accreditati candidati per il fitorisanamento.